# Live Session (The Weakerthans-EP)
Live Session är en EP av The Weakerthans, utgiven digitalt 2009 exklusivt för Itunes.

## Låtlista
1. "Night Windows" - 4:26
2. "Anchorless" - 2:38
3. "Civil Twilight" - 3:11
4. "Fallow" - 4:35
5. "Reunion Tour" - 2:13

### Fotnoter
1. ↑  ”Live Session”. Itunes. http://itunes.apple.com/us/album/live-session-itunes-exclusive/id320261990. Läst 30 april 2012.